# Dillagence
Albums de Busta Rhymes
The Big Bang
(2006) Back on My B.S.
(2009)
Dillagence est une mixtape collaborative de Busta Rhymes et de J Dilla, diffusée à partir du 27 novembre 2007 en téléchargement gratuit.
Réalisée en collaboration avec le DJ Mick Boogie, cette mixtape est un hommage au producteur de hip-hop J Dilla, décédé des suites d'une maladie en février 2006. Elle comprend des morceaux enregistrés sur des instrumentales composées par J Dilla qui n'avaient jamais été utilisées jusqu'à présent. Dilla avait laissé beaucoup de matériel musical à Busta Rhymes avec qui il collaborait sur tous ses albums depuis le remix de Woo Hah! en 1996.

## Liste des titres
| No  | Titre                                                                             | Contient un (des) sample(s) de                                           | Durée |
| --- | --------------------------------------------------------------------------------- | ------------------------------------------------------------------------ | ----- |
| 1.  | Words From Ma Dukes (featuring Maureen « Ma Dukes » Yancey – Produit par J Dilla) |                                                                          | 1:57  |
| 2.  | Dillagence (featuring Phonte – Produit par DJ Spinna)                             | Won't Do de J Dilla                                                      | 1:58  |
| 3.  | Takin What's Mine (Produit par J Dilla)                                           | Hydrant Game (Jaylib Remix) de Quasimoto                                 | 3:41  |
| 4.  | Step Up (Produit par J Dilla)                                                     | DWYCK de Gang Starr featuring Nice & Smooth                              | 4:45  |
| 5.  | The Conversation (featuring Talib Kweli – Produit par J Dilla)                    |                                                                          | 2:03  |
| 6.  | Code of the Streets (featuring M.O.P. – Produit par J Dilla)                      | Code of the Streets de J Dilla                                           | 3:54  |
| 7.  | Lightworks (featuring Q-Tip et Talib Kweli – Produit par J Dilla)                 |                                                                          | 3:23  |
| 8.  | Baggage Handlers (featuring Raekwon – Produit par J Dilla)                        |                                                                          | 2:58  |
| 9.  | How We Roll (Produit par J Dilla)                                                 | Busta de J Dilla                                                         | 3:59  |
| 10. | Best That Ever Did It (featuring Rah Digga – Produit par J Dilla)                 | Last Donut of the Night de J Dilla                                       | 2:48  |
| 11. | Psycho (featuring Cassidy et Papoose – Produit par J Dilla)                       | It's About Time de H. P. Lovecraft Double Barrel de Dave & Ansel Collins | 4:54  |
| 12. | The Range (featuring Rah Digga – Produit par J Dilla)                             | Gobstopper de J Dilla                                                    | 3:20  |
| 13. | Not Right Now (Produit par J Dilla)                                               | Track 08 de J Dilla                                                      | 2:55  |
| 14. | Other Side of the Road (Produit par J Dilla)                                      |                                                                          | 4:23  |
| 15. | Who Tryin to Kill You (Produit par J Dilla)                                       | Sum Epic Shit de J Dilla                                                 | 2:39  |
| 16. | High (Produit par J Dilla)                                                        |                                                                          | 2:25  |
| 17. | Dillagence Outro (Produit par J Dilla)                                            |                                                                          | 3:31  |